# Протести у Вірменії (2018)

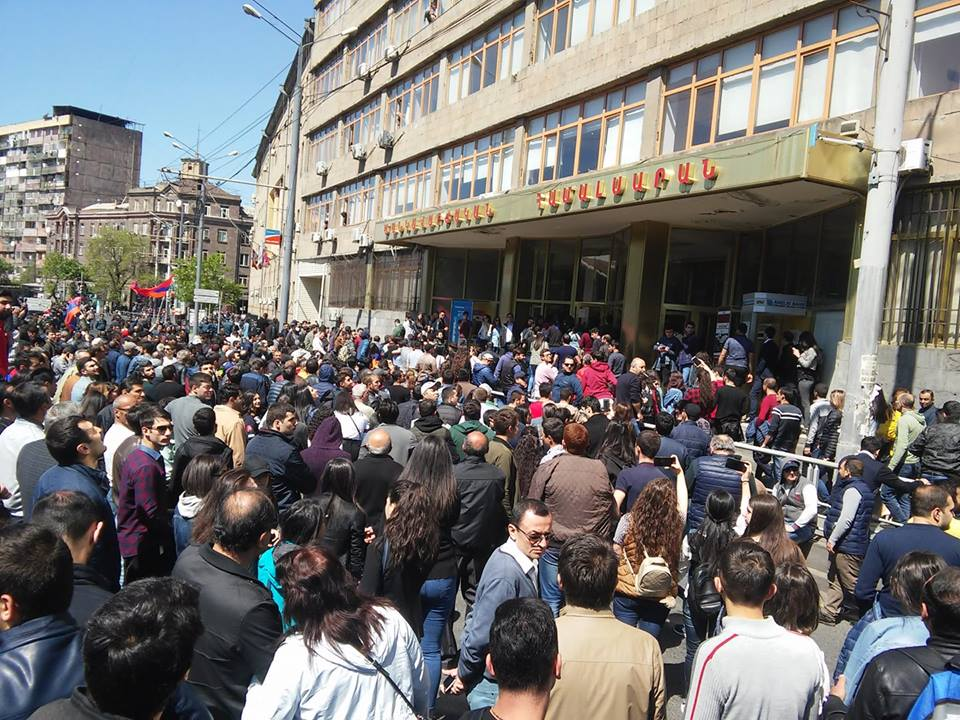
Протестуючі перед Педагогічним університетом

Протести у Вірменії проти влади Сержа Саргсяна (вірм. Բողոքի ցույցեր ընդդեմ Սերժ Սարգսյանի) — масові громадянські акції з 12 квітня 2018 проти обрання екс-президента Сержа Саргсяна на посаду прем'єр-міністра Вірменії, яке мало відбутись 17 квітня. 17 квітня Серж Саргсян 77 голосами за і 17 проти був обраний прем'єром Вірменії, 23 квітня був змушений подати у відставку.
Приводом для протестів стало висунення Сержа Саргсяна на пост прем'єр-міністра після змін у конституції Вірменії, проведених Саргсяном, які встановлювали передачу влади від президента прем'єр-міністру країни.

## Передумови
Серж Саргсян був президентом Вірменії з 9 квітня 2008 до 9 квітня 2018 року, до цього впродовж 15 років обіймав посади прем'єр-міністра, міністра оборони, міністра внутрішніх справ і міністра національної безпеки Республіки Вірменія. Після ініційованого ним конституційного референдуму 2015 року, Вірменія була перетворена на парламентську республіку, в якій прем'єр-міністр визначає основні напрями внутрішньої і зовнішньої політики. Висування Саргсяна на посаду прем'єр-міністра викликало різке несприйняття з боку опозиційних політичних сил Вірменії, зокрема партій «Громадянський договір» і парламентської «Елк» («Вихід»).

## Перебіг подій
31 березня 2018 року через Ґюмрі стартував двотижневий марш на Єреван.
14 квітня Республіканська партія Вірменії і АРФ «Дашнакцутюн» запропонували на пост прем'єр-міністра Сержа Саргсяна.
15 квітня протестуючі блокували площу Франції в Єревані і перекрили вулицю Абовян, де розпочали сидячий страйк. Лідер протесту Пашинян з прихильниками перекрив перехрестя проспекту Баграмяна і Московської вулиці. Пізніше опозиціонери маршем пройшли по вулиці Гераци і Налбандяна повз будівлю поліції Вірменії.
17 квітня, ще до обрання Сержа Саргсяна, опозиція оголосила про початок оксамитової революції. За словами лідера протестантів, тисячі людей підтримали акції протесту — в Ґюмрі, в Іджевані, Ванадзорі, Капані та Мецаморі почалися страйки.
18 квітня протестувальники взяли в облогу резиденцію новообраного прем'єр-міністра Сержа Саргсяна. Демонстранти безперешкодно пройшли до дверей резиденції. Сили поліції сконцентровані на другорядних вулицях, прилеглих до проспекту.
19-20 квітня протестувальники почали блокування окремих автомагістралей. На середину дня 20 квітня були затримані 160 осіб.
21 квітня силами правопорядку були затримані лідери протестів Армен Григорян та Давид Санасарян.
22 квітня були затримані депутати Нікол Пашинян, Сасун Мікаєлян і Арарат Мірзоян. 22 квітня проти мітингувальників силами правопорядку були застосовані світло-шумові гранати. Протести в центрі Єревана тривають, мітинг за участі десятків тисяч людей проходить без лідерів опозиції.
23 квітня Серж Саргсян подав у відставку, заарештовані лідери опозиції, у тому числі Нікол Пашинян, були звільнені. Саргсян, заявив: «Нікол Пашинян мав рацію. Я помилився. Створена ситуація має кілька рішень, але на жодне з них я не піду. Це не моє. Я залишаю посаду керівника країни».
2 травня відбулось голосування щодо призначення Нікола Пашиняна очільником уряду, але голосів «за» не вистачило. Після цього Пашинян закликав до продовження протестів і оголосив загальнонаціональний страйк. В результаті страйку не працювали метро, аеропорт, кілька міністерств. Провладна партія пішла на поступки і на 8 травня призначила нові вибори прем'єра.
16 травня активісти, незадоволені роботою мера Єревана Тарона Маркаряна, захопили мерію столиці країни.

## Результати
8 травня 2018 року відбулось повторне голосування, в результаті якого Пашинян був обраний Прем'єр-міністр Вірменії. Першим його указом стало перенесення Дня Перемоги на 8 травня і перейменування свята в День скорботи і примирення.
В результаті протестів опозиція домоглася обрання очільником уряду свого лідера, зовнішній політичний курс країни при цьому не змінився.

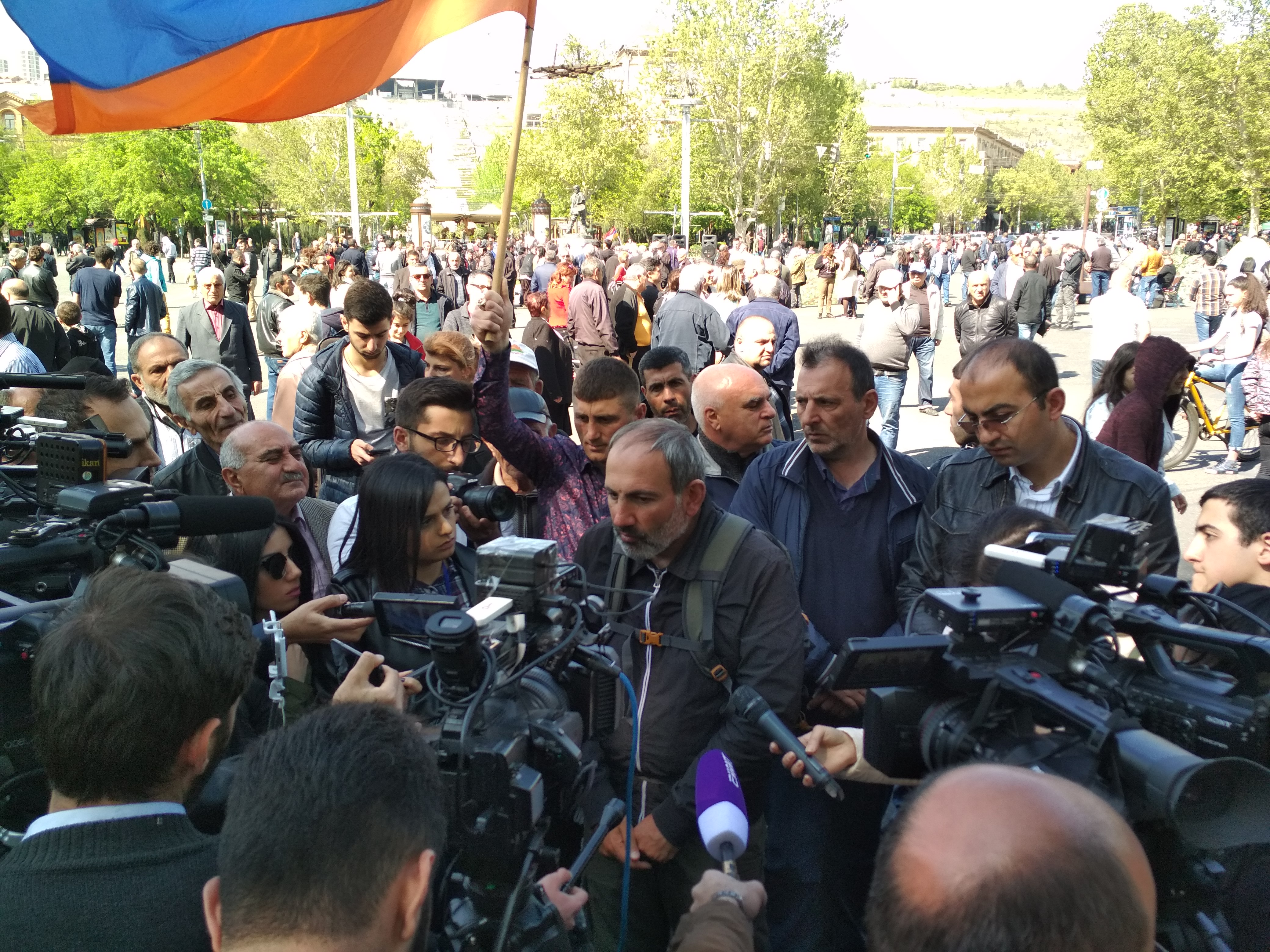
Нікол Пашінян дає інтерв'ю
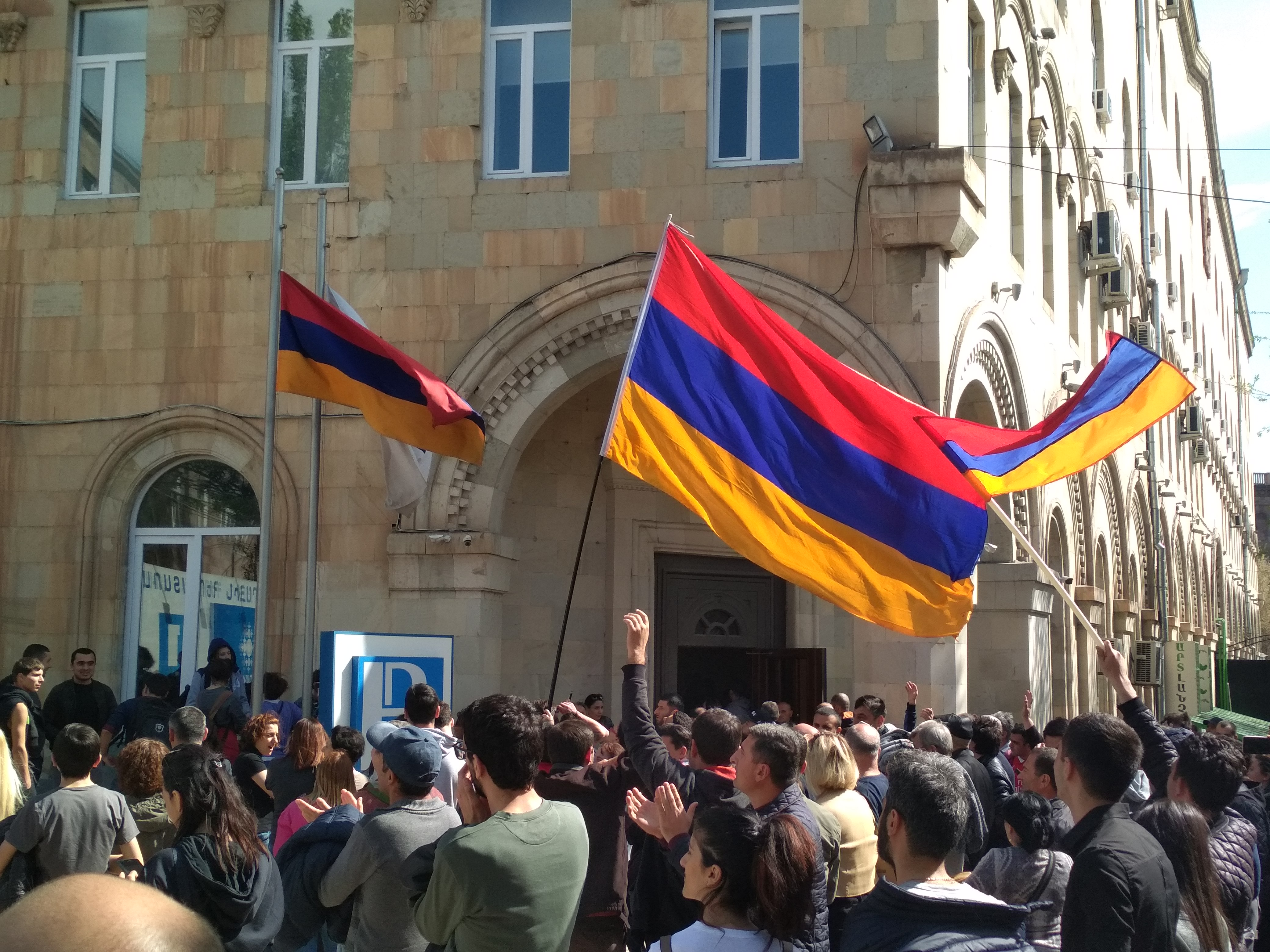
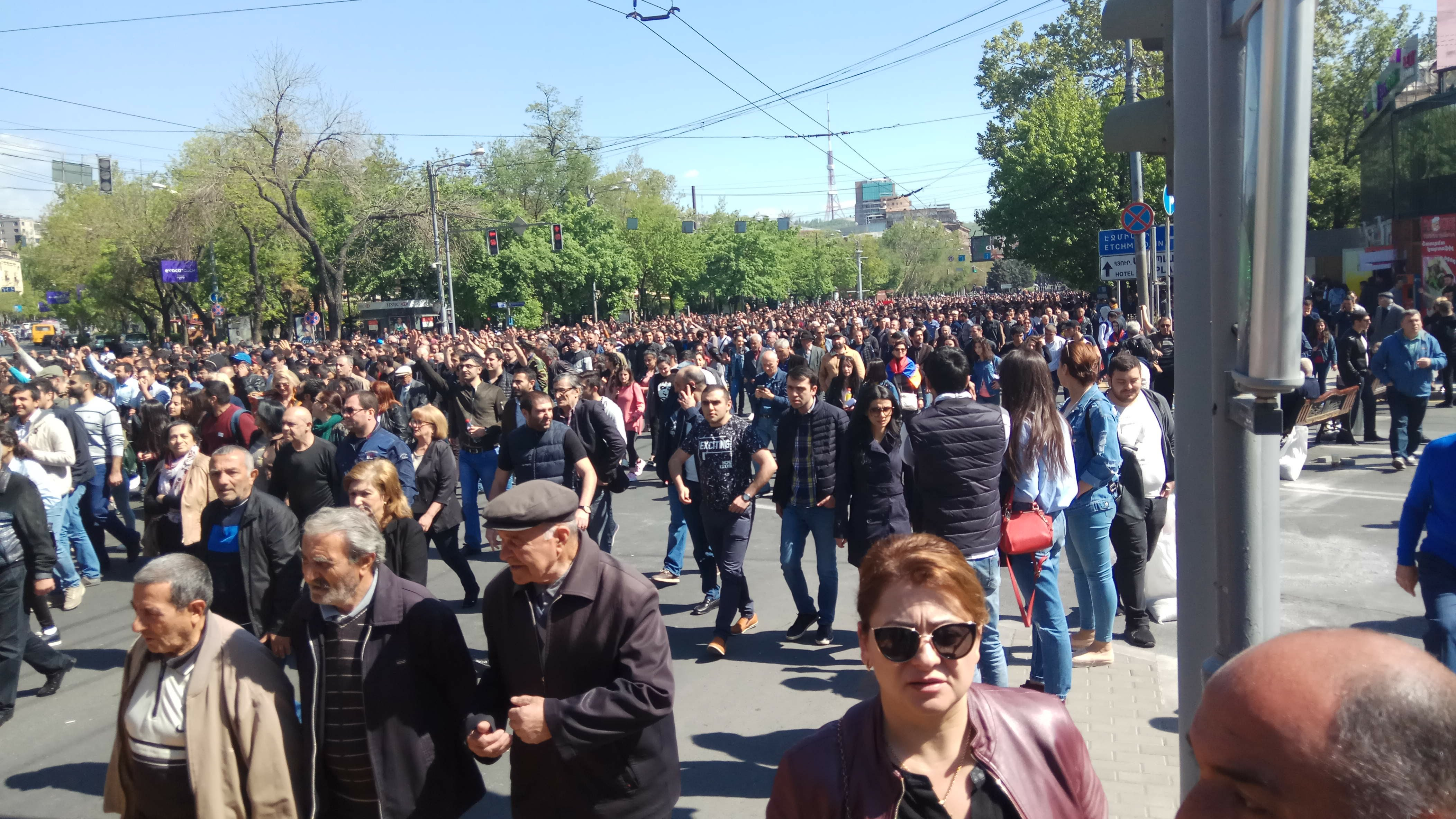
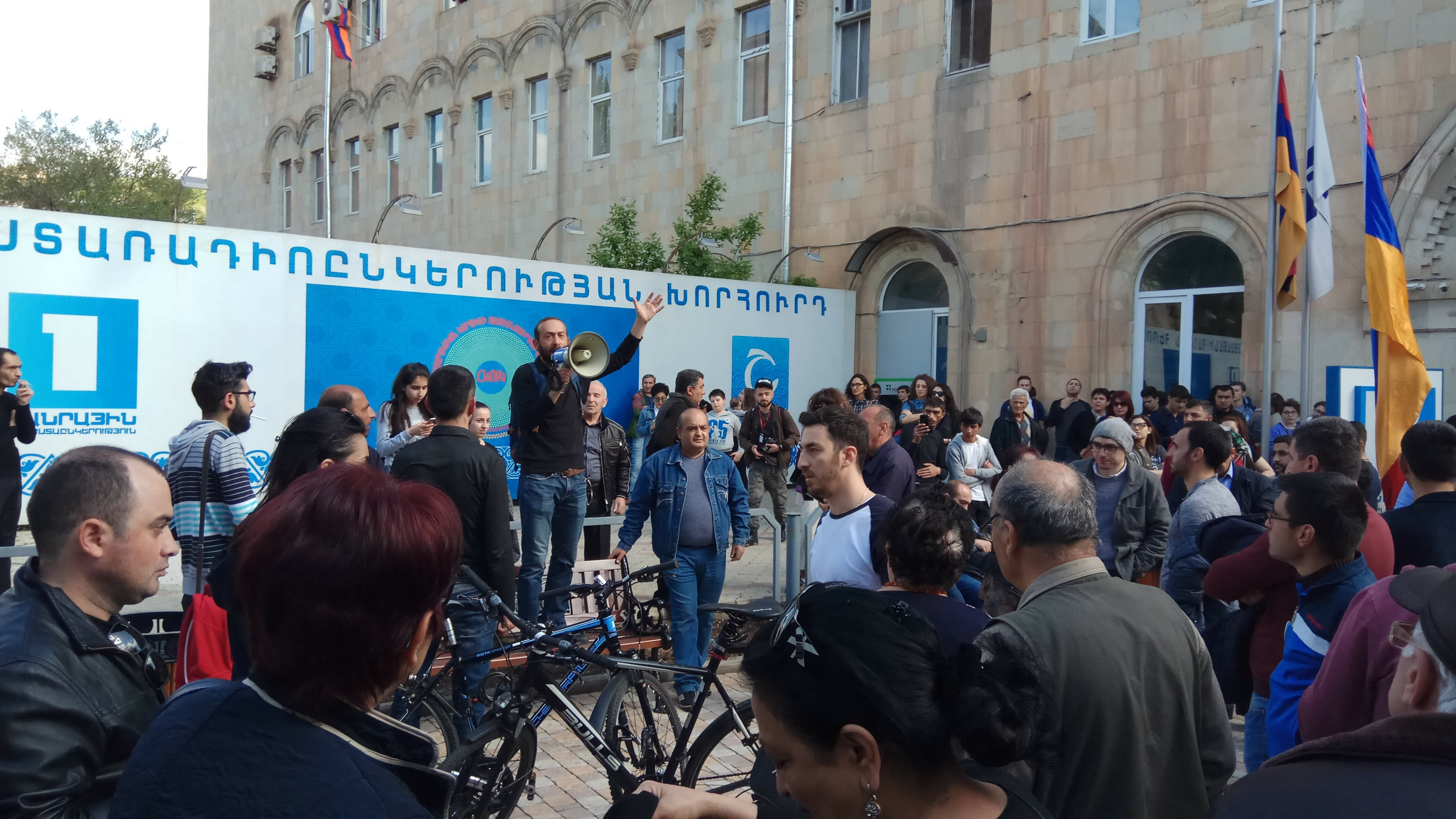
Арарат Мірзоян
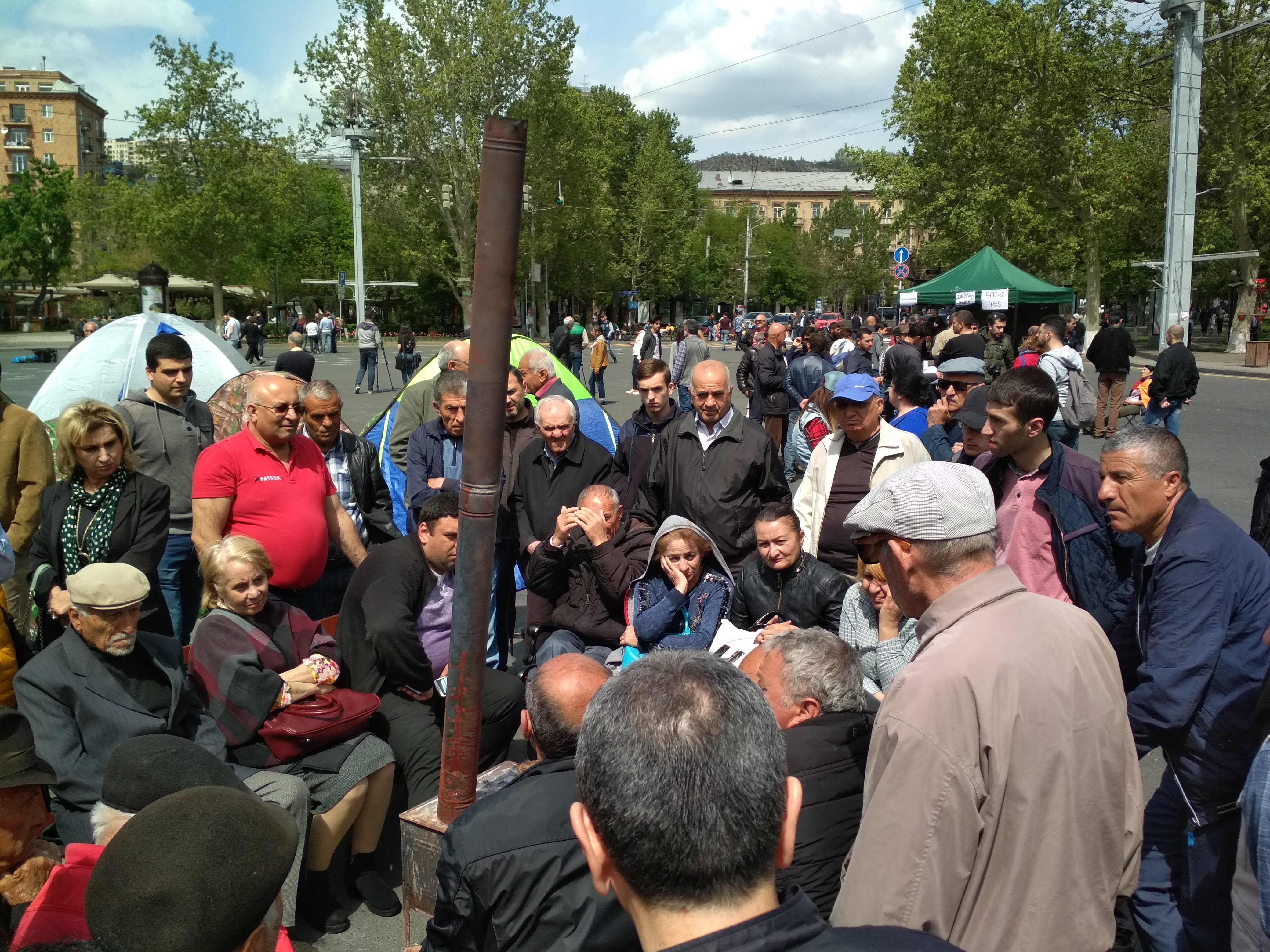
Сидячий протест
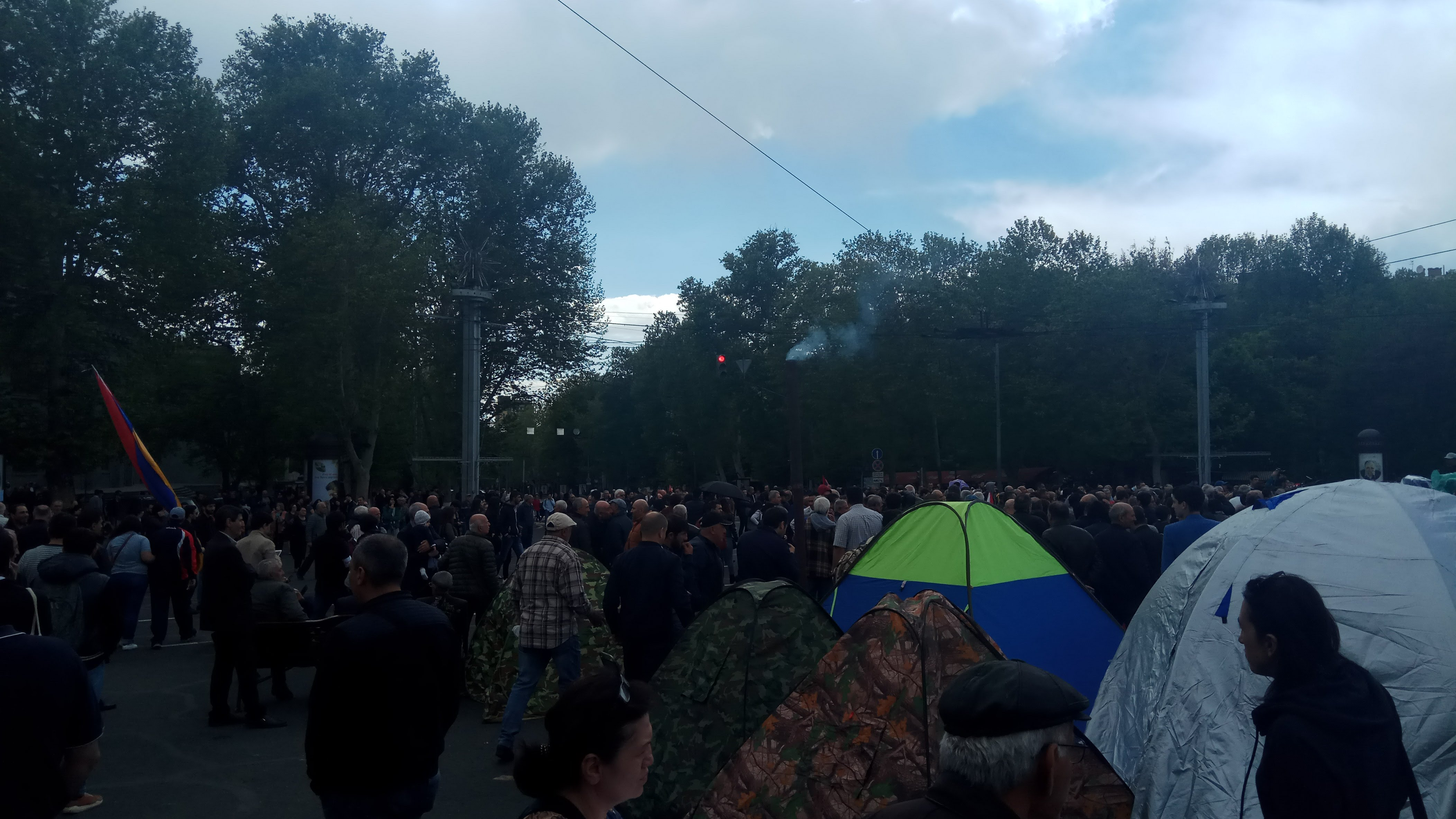
Намети на площі Франції